# Hougharry
Hougharry, schottisch-gälisch: Hogha Gearraidh, ist ein Weiler auf der schottischen Hebrideninsel North Uist, die zu den Äußeren Hebriden gehört. Historisch lag er in der traditionellen Grafschaft Inverness-shire.

## Geschichte
Auf einer kleinen Insel in Loch Scarie am Nordwestrand der Ortschaft befinden sich die Reste von Dun Scarie, eines vermutlich um die Zeitenwende entstandenen Duns, der über einen Damm mit der Landmasse verbunden ist. Der eisenzeitliche Dun Grogary in Loch Grogary lag ursprünglich ebenfalls auf einer kleinen Seeinsel, die über einen Damm angebunden war. Aufgrund des heute niedrigeren Seespiegels ist sie jedoch verlandet. Am Südrand Hougharrys befindet sich ein heute als Kilmuir Old Church bezeichnetes Kirchengebäude. Es wurde 1764 errichtet und ersetzte dabei ein seit mindestens 1549 existierendes Kirchengebäude am selben Standort, bei dem es sich um die älteste bekannte Kirche auf der Insel handelte. Durch den Bau der Kilmuir Parish Church als neue Pfarrkirche im Jahre 1894 wurde die Kilmuir Old Church obsolet.
Bei der auf einer fruchtbaren Machair gelegenen Ortschaft handelte es sich ursprünglich um eine Siedlung von Black Houses.

## Beschreibung
Die Ortschaft liegt an der Westküste North Uists zwischen den Weilern Balranald im Südosten und Tigharry im Nordosten. Es handelt sich um die am weitesten westlich gelegene Siedlung North Uists. In der Umgenung Hougharrys befinden sich verschiedene Seen, von denen Loch Grogary, Loch nam Feithean und Loch Scarie die größten sind. Rund zwei Kilometer südwestlich befindet sich mit dem Kap Aird an Runair der westlichste Punkt North Uists. Eine Stichstraße zweigt von der A865 zwischen Balmartin und Balranald ab und erschließt Hougharry.
Hougharry ist Teil des Balranald Nature Reserve, das Teil einer Site of Special Scientific Interest sowie einer Special Protection Area ist. Es handelt sich um ein bedeutendes Brut- und Winterungsgebiet für Enten sowie weitere Vögel, darunter den Wachtelkönig.